# Anaplectus varicaudatus
Anaplectus varicaudatus is een rondwormensoort uit de familie van de Plectidae. De wetenschappelijke naam van de soort is voor het eerst geldig gepubliceerd in 1968 door Allen & Noffsinger.